# Decrescendo
| Recensione | Giudizio |
| ---------- | -------- |
| Newsic     | 7/10     |
| Rockol     | 7/10     |

Decrescendo è il quarto album in studio del rapper italiano Rkomi, pubblicato il 23 maggio 2025 con doppia etichetta Island Records e Universal Music Italia.
L'album contiene il singolo Il ritmo delle cose, con cui il rapper ha gareggiato al 75º Festival di Sanremo, classificandosi al ventottesimo posto al termine della manifestazione.

## Antefatti e descrizione
Successivamente alla pubblicazione del terzo album da solista Taxi Driver nel 2021 e la collaborazione con Irama nel 2023 per l'album No Stress, Rkomi nel 2024 ha pubblicato il singolo da solista Odio, quindi sono per poi partecipare al Festival di Sanremo 2025 con il brano Il ritmo delle cose. La lista tracce e i featuring contenuti nel disco sono stati svelati il 15 maggio attraverso il videoclip del singolo L'ultima infedeltà. Il disco ha segnato il ritorno del rapper alle sue origini rap, dove ha introdotto tematiche più personali e profonde, raccontando la sua vita, la sua famiglia, le amicizie, gli amori e il rapporto con il padre che non ha mai conosciuto.
Il progetto discografico, annunciato il 5 maggio 2025, si compone di diciotto tracce scritte dallo stesso Rkomi con la collaborazione di autori e produttori, tra cui Pietro Celona, in arte Celo, Luca Di Blasi, in arte Dibla, Giorgio De Lauri, in arte Jiz, Francesco Catitti, in arte Katoo, Roberto Lamanna, in arte Robert Ner, Pablo Miguel Lombroni Capalbo, in arte Shablo, Luca Ghiazzi, in arte Shune, e Vincenzo Luca Faraone, oltre a sei collaborazioni con Bresh, Ernia, Izi, Lazza, Nayt e Tedua.

## Promozione

### Singoli
Il primo singolo estratto dall'album, Il ritmo delle cose, è stato pubblicato il 12 febbraio 2025 in concomitanza alla partecipazione del rapper al 75º Festival di Sanremo.
Il 25 aprile 2025 è stato pubblicato Apnea da un po' come secondo singolo estratto dall'album.
Il terzo singolo estratto dall'album è stato L'ultima infedeltà, uscito il 15 maggio 2025, che ha svelato la tracklist completa e i featuring dell'album attraverso il suo videoclip.
Il quarto singolo estratto dall'album, Dirti no, è stato pubblicato il 23 maggio 2025 in concomitanza all'uscita del disco.

### Tour
Per promuovere il disco, il rapper è stato impegnato in un instore tour articolato in tre date il 24, il 25 e il 28 maggio 2025 nei centri commerciali di Milano, Roma e Napoli. Dal 9 luglio al 5 settembre, per otto date da Firenze a Cremona, ha avuto luogo la tournée estiva nei festival musicali dal titolo Decrescendo Summer Tour 25. Ad esse sono seguite tre date nei palazzetti: il 18 ottobre all'Unipol Arena di Bologna, il 21 ottobre all'Unipol Forum di Assago (MI) e il 25 ottobre al Palazzo dello Sport di Roma.

## Tracce
1. L'ultima infedeltà – 2:40 (testo: Mirko Manuele Martorana – musica: Riccardo Zangirolami, Roberto Lamanna)
2. Dirti no – 2:55 (testo: Mirko Manuele Martorana, Carlo Aprea, Jacopo Matteo Luca D'Amico – musica: Michele Corvino, Pablo Miguel Lombroni Capalbo, Pietro Celona, Pietro Posani, Vincenzo Luca Faraone)
3. Non c'è amore (feat. Lazza) – 2:31 (testo: Mirko Manuele Martorana, Jacopo Lazzarini, Jacopo Angelo Ettorre – musica: Pablo Miguel Lombroni Capalbo, Roberto Lamanna, Vincenzo Luca Faraone)
4. Senza di te – 2:35 (testo: Mirko Manuele Martorana, Cicco Sanchez, Francesco Gargantini Mezzena, Massimiliano Cellamaro – musica: Andrea Caldieri, Gabriele Paolo Samà, Pablo Miguel Lombroni Capalbo, Vincenzo Luca Faraone)
5. Vorrei (feat. Ernia) – 3:04 (testo: Mirko Manuele Martorana, Matteo Professione, Carlo Aprea – musica: Roberto Lamanna, Vincenzo Centrella, Vincenzo Luca Faraone)
6. Apnea da un po' – 2:44 (testo: Mirko Manuele Martorana, Nicola Di Fonzo – musica: Roberto Lamanna)
7. Vent'anni (feat. Tedua) – 3:02 (testo: Mirko Manuele Martorana, Mario Molinari – musica: Giorgio De Lauri, Luca Di Blasi)
8. Interferenze – 2:19 (testo: Mirko Manuele Martorana, Ernesto Conocchia – musica: Andrea Blanc, Pablo Miguel Lombroni Capalbo, Vincenzo Luca Faraone)
9. Veleno (feat. Ernia) – 3:08 (testo: Mirko Manuele Martorana, Matteo Professione, Silvano Albanese – musica: Aldo Iacobelli, Pablo Miguel Lombroni Capalbo, Vincenzo Luca Faraone)
10. Interludio – 1:24 (testo: Mirko Manuele Martorana – musica: Pablo Miguel Lombroni Capalbo, Vincenzo Luca Faraone)
11. 10 secondi (feat. Nayt) – 2:30 (testo: Mirko Manuele Martorana, William Mezzanotte, Jacopo Angelo Ettorre – musica: Jacopo Angelo Ettorre, Pablo Miguel Lombroni Capalbo, Vincenzo Luca Faraone)
12. Oh Gio – 2:48 (testo: Mirko Manuele Martorana, Andrea Bonomo, Pietro Celona – musica: Pablo Miguel Lombroni Capalbo, Pietro Celona, Vincenzo Luca Faraone)
13. Brutti ricordi (feat. Bresh) – 2:37 (testo: Mirko Manuele Martorana, Andrea Emanuele Brasi, Nicola Di Fonzo, Roberto Lamanna – musica: Luca Di Blasi, Luca Ghiazzi)
14. Promessa – 2:42 (testo: Mirko Manuele Martorana – musica: Gianluigi Fazio, Pablo Miguel Lombroni Capalbo, Vincenzo Luca Faraone)
15. Orfani (feat. Izi) – 3:13 (testo: Mirko Manuele Martorana, Diego Germini, Andrea Bonomo, Pietro Celona – musica: Pietro Celona, Pietro Posani)
16. Solo gli amanti sopravvivono – 3:09 (testo: Mirko Manuele Martorana, Ernesto Conocchia – musica: Edoardo Rolle, Giuseppe Carbone, Matteo Giovanni Amarù, Pablo Miguel Lombroni Capalbo, Vincenzo Luca Faraone)
17. Il ritmo delle cose – 3:12 (testo: Mirko Manuele Martorana, Jacopo Angelo Ettorre, Matteo Pierotti – musica: Francesco Catitti, Jacopo Angelo Ettorre, Pablo Miguel Lombroni Capalbo, Vincenzo Luca Faraone)
18. Così piccoli – 2:42 (testo: Mirko Manuele Martorana – musica: Domenico Cambareri, Pablo Miguel Lombroni Capalbo, Roberto Lamanna, Vincenzo Luca Faraone)

Tracce bonus contenute nel vinile Decresciuto
1. Danilo Maria
2. Sintomi da star

## Classifiche
| Classifica (2025) | Posizione massima |
| ----------------- | ----------------- |
| Italia            | 3                 |
| Svizzera          | 100               |